# Димитър Щилянов
Димитър Щилиянов Панайотов  е български боксьор.

## Биография
Димитър Щилиянов е роден на 17 юли 1976 г. в Сливен. Участник е на Олимпийските игри в Атина през 2004 г.
Освен от международния ринг неговият принос и от вътрешните първенства е огромен. Единственият боксьор в България, който е ставал 17 пъти републикански шампион, 11 от които при мъжете. Той е абсолютен рекордьор, изпреварвайки тримата легендарни 10-кратни шампиони на България Петър Станков, Божидар Иванов и Петър Стоименов.
От 1999 г. до 2004 г. е капитан на мъжкия национален отбор по бокс.
През 2002 г. става европейски шампион за аматьори в Перм. В петте си мача до златото българинът надхитрява турчин, швед, украинец, италианец и французин. Тогава в ранглистата на ЕАБА от всички боксьори в Европа, Димитър Щилиянов е обявен на 3-то място в кат. до 63.500 кг, на 1-во място е Макаренко (Русия) в кат. до 81 кг, 2-ро заема: Тисченк (Русия) в кат. до 60 кг. През същата година е обявен за „Почетен гражданин на Сливен“.
През 2004 г. в категория до 60 кг Щилиянов категорично се присъединява в съзвездието на най-ярките звезди на нашия бокс. В Пула отново става шампион на Европа, получава квота за олимпиадата в Атина.
Из "Рингът на бедните момчета" от Михаил Делев

## Успехи
- 19 – 29 февруари 2004 г. – европейски шампион по бокс за аматьори в Пула, категория до 60 кг.
- 20 – 23 февруари 2003 г. – първо място на турнира Странджа, категория до 64 кг.
- 2002 г. – обявен за боксьор №1 на България.
- 12 – 21 юли 2002 г. – европейски шампион по бокс за аматьори в Перм, категория до 63,5 кг.
- 21 – 24 февруари 2002 г. – първо място на турнира Странджа, категория до 63,5 кг.
- 3 – 10 юни 2001 г. – второ място на световното първенство по бокс за аматьори в Белфаст, категория до 63,5 кг.
- 15 – 19 февруари 2001 г. – първо място на турнира Странджа, категория до 63,5 кг.
- 13 – 21 май 2000 г. – второ място в кат. до 63,5 кг на европейското първенство за аматьори в Тампере.
- 17 – 20 февруари 2000 г. – първо място на турнира Странджа, носител на купа „Странджа“, категория до 63,5 кг.
- 20 – 27 август 1999 г. – трето място на световното първенство по бокс за аматьори в Хюстън, категория до 60 кг.
- 18 – 21 февруари 1999 г. – първо място на турнира Странджа, категория до 63,5 кг.
- 19 – 24 февруари 1997 г. – първо място на турнира Странджа, категория до 57 кг.
- 16 – 19 февруари 1995 г. – първо място на турнира Странджа, категория до 57 кг.
- 1994 г. – световен шампион на „Армиите“.
- 1993 г. – на 17-годишна възраст е избран за най-млад техничен боксьор на турнир „Странджа“.
- 1993 г. – трето място на световно за юноши.

- Димитър Щилиянов